# Megaselia nasoni
Megaselia nasoni är en tvåvingeart som först beskrevs av Malloch 1914.  Megaselia nasoni ingår i släktet Megaselia, och familjen puckelflugor. Arten är reproducerande i Sverige.